# 李國瀛
李國瀛。陕西寧羌州人，清朝政治人物。

## 生平
李國瀛於道光二十七年（1847年）丁未科會試中式，殿試位列三甲第六十一名，與名臣張之萬、徐樹銘、李鴻章、沈葆楨、馬新貽等同榜，賜同進士出身。官至山西洪洞縣知縣。